# Oscarella tenuis
Oscarella tenuis är en svampdjursart som beskrevs av Jörn Hentschel 1909. Oscarella tenuis ingår i släktet Oscarella och familjen Plakinidae.
Artens utbredningsområde är havet kring Australien. Inga underarter finns listade i Catalogue of Life.